# الجائزة العالمية للرواية العربية (2015)
الجائزة العالمية للرواية العربية لعام 2015، هي الدورة الثامنة من الجائزة العالمية للرواية العربية، أعلن عن قائمتها الطويلة في 12 يناير 2015، والقائمة القصيرة في 13 فبراير 2015، وذلك بعد قراءة ومناقشة مستفيضة لقائمة طويلة من الروايات المشاركة، التي زادت على 180 رواية منشورة باللغة العربية، ينتمي كتابها إلى 15 بلدًا عربيًا، ومنحت الجائزة في 6 مايو 2015، لرواية الطلياني للروائي التونسي شكري المبخوت.

## تفاصيل
أعلن في يوم 13 فبراير 2015، عن القائمة القصيرة للروايات المرشّحة لنيل الجائزة العالمية للرواية العربية للعام 2015. اشتملت القائمة على ست روايات، وغلب على الروايات الطابع المحلي. وقد تم الإعلان عن الرواية الفائزة في يوم الأربعاء 6 أيار 2015، ويُشار أن القائمة القصيرة للروايات الست قد اُختيرت من بين الروايات الست عشرة للقائمة الطويلة والتي كانت أُعلنت في كانون الأول 2015، وهي القائمة التي اختيرت من 180 رواية مرشحة للجائزة من 15 بلدًا تم نشرها خلال الإثني عشر شهرا السابقة. وقد ضمّت القائمة الطويلة والقصيرة، الروايات التالية:
|  | منحت الجائزة في تاريخ: 6 مايو، 2015 أعلنت القائمة القصيرة: 13 فبراير، 2015 سبق لهم الوصول للقائمة القصيرة: - متوسط عمر أدباء القائمة القصيرة: - أعلنت القائمة الطويلة: 12 يناير، 2015 سبق لهم الوصول للقائمة الطويلة: - الكتّاب يتوزّعون على: عشرة بلدان (القصيرة: ستة بلدان) متوسط عمر أدباء القائمة الطويلة: - إجمالي الروايات المرشحة للجائزة: 180 (15 بلدًا) | الطلياني ( لشكري المبخوت) |  | المكان: أبوظبي الإمارات العربية المتحدة الحضور: - رئيس لجنة التحكيم: مريد البرغوثي |  |

| القائمة الطويلة: |                                   |                    |  |
|                  |                                   |                    |  |
|                  | ابنة سوسلوف                       | حبيب سروري         |  |
|                  | انحراف حاد                        | أشرف الخمايسي      |  |
|                  | بحجم حبة عنب                      | منى الشيمي         |  |
|                  | بعيدا من الضوضاء، قريبا من السكات | محمد برادة         |  |
|                  | جرافيت                            | هشام الخشن         |  |
|                  | حي الأميركان                      | جبور الدويهي       |  |
|                  | الراويات                          | مها حسن            |  |
|                  | ريام وكفى                         | هدية حسين          |  |
|                  | غريقة بحيرة موريه                 | أنطوان الدويهي     |  |
|                  | لا تقصص رؤياك                     | عبد الوهاب الحمادي |  |

| القائمة القصيرة |             |              |  |
|                 |             |              |  |
|                 | ألماس ونساء | لينا الحسن   |  |
|                 | حياة معلقة  | عاطف أبو سيف |  |
|                 | شوق الدرويش | حمور زيادة   |  |
|                 | طابق 99     | جنى الحسن    |  |
|                 | الطلياني    | شكري المبخوت |  |
|                 | ممر الصفصاف | أحمد المديني |  |

|  | أعضاء لجنة التحكيم : أيمن أحمد الدسوقي * | بروين حبيب * | كاورو ياماموتو * | مريد البرغوثي * | نجم عبد الله كاظم |